# خوشاکو
خوشاکو، روستایی است از توابع بخش کردنشین سیلوانه و در شهرستان ارومیه استان آذربایجان غربی ایران.

## جمعیت
این روستا در منطقه ترگور قرار داشته و بر اساس سرشماری سال ۱۳۹۶ جمعیت آن ۷۹۶ نفر (۱۵۴ خانوار)
بوده‌است.